# Saison 4 de Danse avec les stars
 (septembre 2021).
La quatrième saison de l'émission française de divertissement Danse avec les stars a été diffusée du 28 septembre 2013 au 23 novembre 2013 sur TF1. Elle a été animée par Sandrine Quétier et Vincent Cerutti.
L'émission a été remportée par la chanteuse Alizée, aux côtés du danseur Grégoire Lyonnet.

## Participants
Lors de cette saison 4 de Danse avec les stars, 10 couples formés d'une star et d'un danseur professionnel se sont affrontés. Il y avait 10 célébrités : 5 hommes et 5 femmes.
Les partenaires des célébrités ont été révélés lors d'une conférence de presse le 10 septembre 2013.
| Personnalité     | Occupation                    | Partenaire                                                                                      | Statut                        |
| ---------------- | ----------------------------- | ----------------------------------------------------------------------------------------------- | ----------------------------- |
| Alizée           | chanteuse                     | Grégoire Lyonnet                                                                                | Vainqueur le 23 novembre 2013 |
| Brahim Zaibat,   | chorégraphe, danseur          | Katrina Patchett                                                                                | Deuxième le 23 novembre 2013  |
| Laëtitia Milot,  | actrice, mannequin            | Christophe Licata (semaine 1-6 et 9) Maxime Dereymez (semaine 7) Christian Millette (semaine 8) | Troisième le 23 novembre 2013 |
| Keen'V           | chanteur                      | Fauve Hautot                                                                                    | éliminé le 16 novembre 2013   |
| Laurent Ournac,  | acteur                        | Denitsa Ikonomova                                                                               | éliminé le 9 novembre 2013    |
| Tal              | chanteuse                     | Yann-Alrick Mortreuil                                                                           | éliminée le 2 novembre 2013   |
| Laury Thilleman, | journaliste, Miss France 2011 | Maxime Dereymez                                                                                 | éliminée le 26 octobre 2013   |
| Titoff           | humoriste, acteur             | Silvia Notargiacomo                                                                             | éliminé le 19 octobre 2013    |
| Damien Sargue,   | chanteur                      | Candice Pascal                                                                                  | éliminé le 12 octobre 2013    |
| Noémie Lenoir    | actrice, mannequin            | Christian Millette                                                                              | éliminée le 5 octobre 2013    |

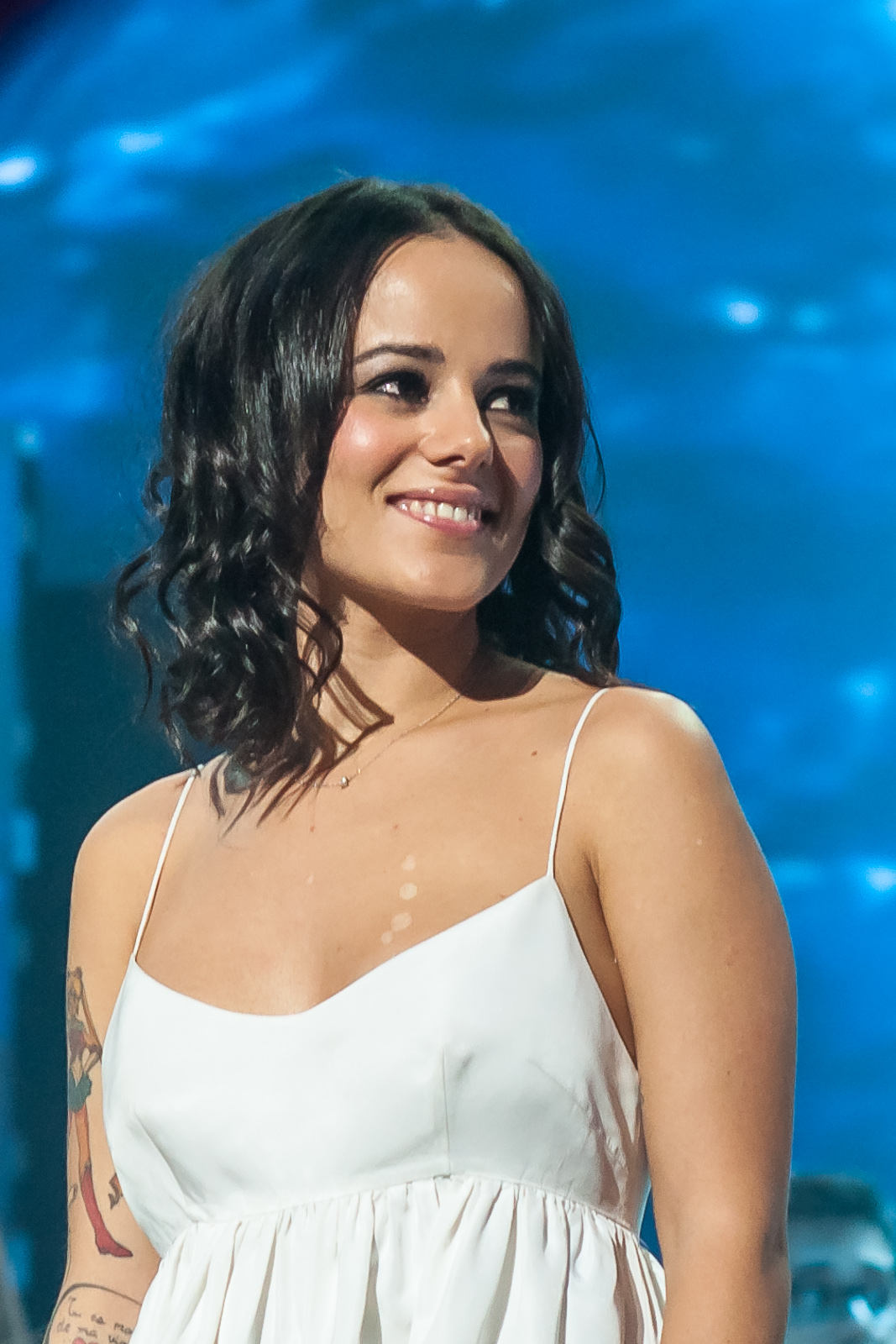
Alizée
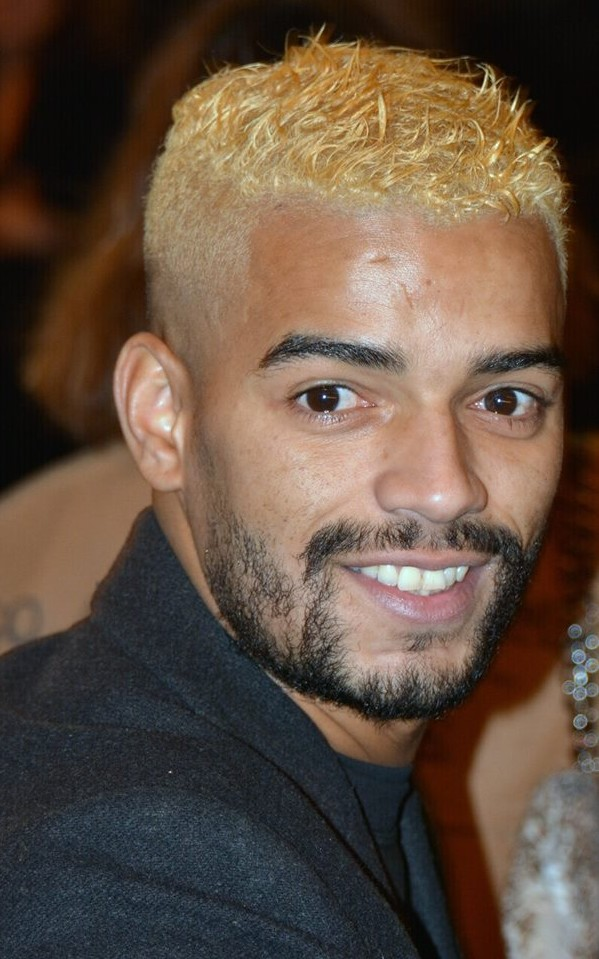
Brahim Zaibat
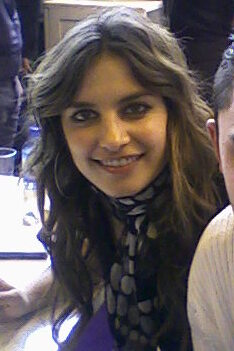
Laëtitia Milot
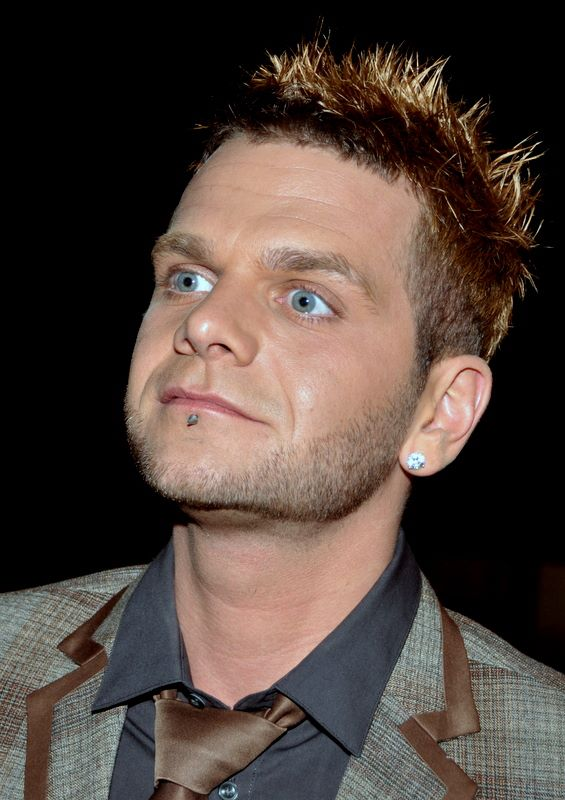
Keen'V
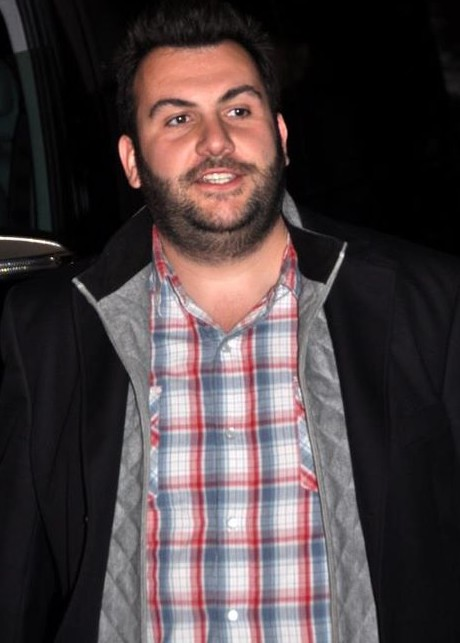
Laurent Ournac
Tal
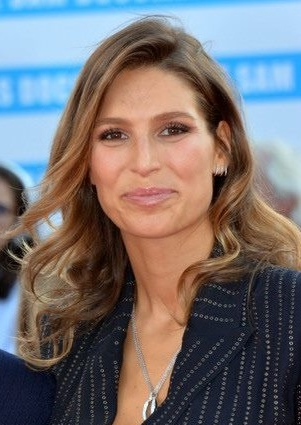
Laury Thilleman
Titoff
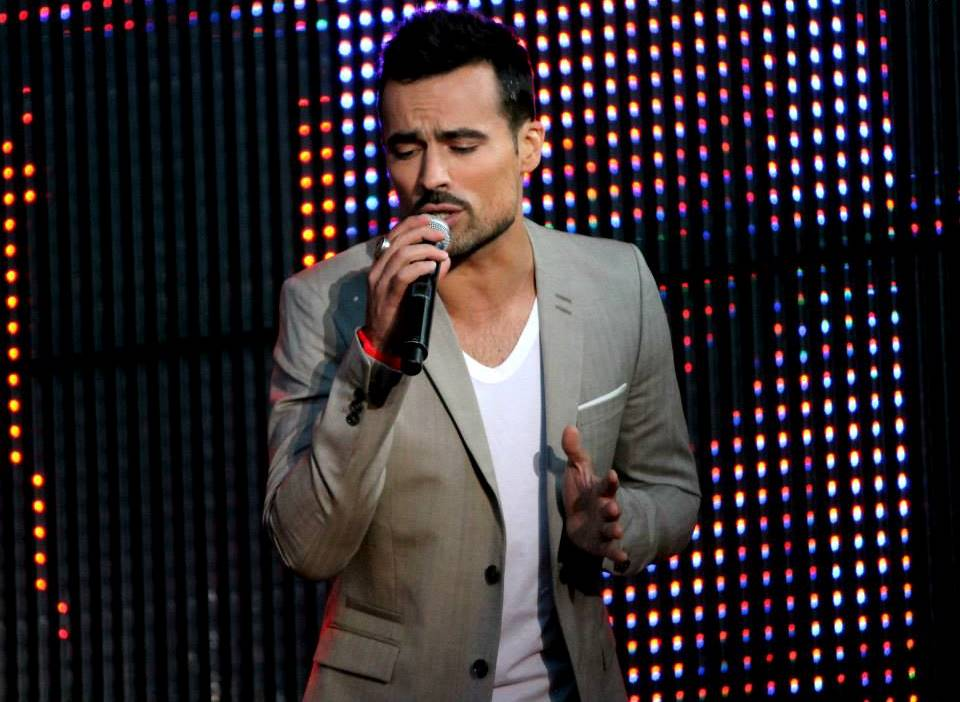
Damien Sargue
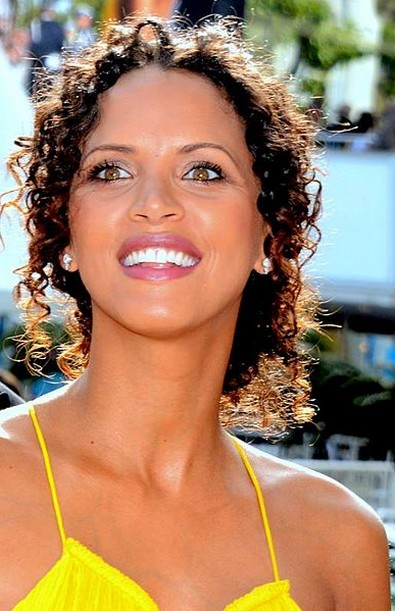
Noémie Lenoir

## Invités musicaux
- 19 octobre 2013 : Robin Thicke – Blurred Lines et Give It 2 U.
- 2 novembre 2013 : Camille Lou et Louis Delort – Tomber dans ses yeux (1789 : Les Amants de la Bastille).
- 2 novembre 2013 : Garou – Avancer.
- 9 novembre 2013 : Olympe – Born to Die.
- 16 novembre 2013 : Les Gentlemen (Vincent Niclo, Damien Sargue et Roch Voisine).
- 23 novembre 2013 : Emmanuel Moire.

## Autour de l'émission

### Candidats
Le chanteur Dany Brillant, initialement annoncé,, s'est finalement désisté.
Laurent Ournac, qui avait été retenu pour la saison 3, a préféré renoncer pour s'occuper de son nouveau-né ; il participe finalement à la saison 4.
Brahim Zaibat, alors à l'époque compagnon de la chanteuse américaine Madonna, fait partie de cette 4e saison française, tandis que l'ex-compagnon de la chanteuse, Jesus Luz fait partie des candidats de la saison 9 de la version italienne.
La chanteuse Alizée et le danseur Grégoire Lyonnet, aujourd'hui en couple, se sont rencontrés sur le plateau de l'émission lors de cette saison 4.

### Danseurs professionnels

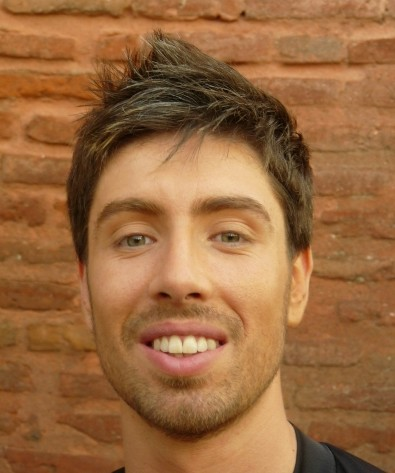
Julien Brugel

Le danseur Julien Brugel, présent lors des trois premières saisons, est remplacé par Yann-Alrick Mortreuil, danseur spécialiste du boogie-woogie et du lindy hop. Julien Brugel fait néanmoins une apparition lors de la huitième émission aux côtés de Silvia Notargiacomo lors de la danse en synchronisation avec Laëtitia Milot et Christian Millette.

### Danses
De nouveaux styles de danse ont fait leur apparition dans l'émission lors de cette saison : la danse contemporaine, le Bollywood, le flamenco, le boléro, le modern'jazz, le disco, le boogie-woogie, le jazz broadway et le rock'n'roll[réf. nécessaire].